# Батько нареченої 2
«Батько нареченої 2» (англ. Father of the Bride Part II) — американський художній фільм 1995 року, кінокомедія. Зняв фільм режисер Чарлз Шаєр за своїм сценарієм, що написаний спільно з Ненсі Меєрс. Головну роль батька в цьому фільмі виконав Стів Мартін, а мати зіграла Даян Кітон. Прем'єра фільму відбулась 8 жовтня 1995 року в США. Дітям перегляд цього фільму рекомендований спільно з батьками.
Фільм «Батько нареченої 2» є продовженням фільму 1991 року «Батько нареченої», а також рімейком фільму «Маленький дивіденд батька» 1951 року.

## Сюжет
Анні Банкс-Маккензі вже вагітна. Коли її батько Джордж Бенкс дізнається про це, він відчуває себе старим. До того ж трішки пізніше він дізнається, що і його дружина Ніна також очікує дитину. Про цих жінок піклується молодий лікар — доктор Меган Ейзенберг. Джордж постійно ставить під сумнів компетенцію лікаря і повідомляє їй, що дружина і донька — це все, що у нього є в житті. Лікар Ейзенберг з розумінням відноситься до слів майбутнього батька і дідуся. Пологи і у матері і у доньки проходять без ускладнень.